# Factor rho
El factor rho son hexámeros proteicos de la familia de las helicasas. Constituyen un método de terminación de la transcripción alternativo al habitual (las secuencias de terminación palindrómicas en las que el transcrito primario se vuelve autocomplementario y se disocia de la ARN polimerasa).
En zonas sin señales de terminación, la transcripción puede detenerse mediante proteínas rho. Estas se unen a zonas del ARN desnudo llamadas sitios rut, e hidrolizan adenosín trifosfato (ATP) para generar energía que emplean para cerrar la burbuja de transcripción y expulsar el ARN. Aún no se sabe bien cómo actúan y cómo deciden en qué punto terminar la transcripción.
Se empezó a sospechar que debía haber métodos alternativos de terminación a las señales de ADN cuando se comprobó que, en el laboratorio (mezclando ARN Polimerasa, ADN y ribonucleósidos trifosfato (NTPr), se obtenían transcritos de ARN más largos de lo habitual, lo que se explicó por la ausencia de estas proteínas rho.
- Datos: Q307446